# كارايوكي سان

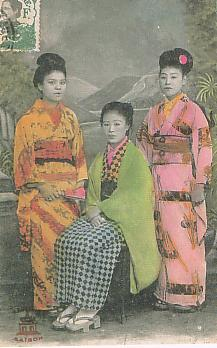
كارايوكي سان في سايغون، الهند الصينية الفرنسية.

كارايوكي-سان (باليابانية: 唐行きさん) هو الاسم الذي أطلق على الفتيات والنساء اليابانيات في أواخر القرن التاسع عشر وأوائل القرن العشرين الذين تم الاتجار بهم من المحافظات الزراعية الفقيرة في اليابان إلى وجهات في شرق آسيا، جنوب شرق آسيا، سيبيريا (الشرق الأقصى الروسي)، منشوريا، الهند البريطانية وأستراليا للعمل في مجال الجنس.